# Takasa
Takasa fue una banda suiza creada en 2012 que representó a Suiza en el Festival de la Canción de Eurovisión 2013 que se celebró en Malmö (Suecia), aunque no pasaron a la final. La banda está formada por seis miembros o soldados de la organización cristiana Ejército de Salvación.

## Festival de Eurovisión 2013
La banda participó como Heilsarmee («Ejército de Salvación» en alemán) en la preselección nacional suiza con la canción "You and me". Se clasificaron para la final nacional a través de una votación de Internet organizada por la televisión Schweizer Fernsehen (SF). El 15 de diciembre de 2012, ganaron la final nacional, por lo que representaron a Suiza en el Festival de la Canción de Eurovisión 2013, aunque no pasaron a la final.
El 17 de diciembre de 2012, la Unión Europea de Radiodifusión (UER) anunció que la banda tendría que cambiar de nombre para poder participar en el concurso, de acuerdo a las normas del festival, que prohíben contenido político e/o ideológico. El grupo anunció que serían conocidos como 'Takasa', una palabra suajili que significa "puro", y que llevarían una indumentaria distinta en Eurovisión en lugar del uniforme de su organización.
Emil Ramsauer, uno de los miembros de la banda, se convirtió en la persona de más edad en participar en un Festival de Eurovisión, con 95 años.